# Kimmswick
La ville de Kimmswick est située dans le comté de Jefferson, dans l’État du Missouri, aux États-Unis. Sa population s’élevait à 157 habitants lors du recensement de 2010, estimée à 152 habitants en 2017.

## Source
- (en) Cet article est partiellement ou en totalité issu de l’article de Wikipédia en anglais intitulé « Kimmswick, Missouri » (voir la liste des auteurs).